# エディロール・HQソフトウェア・シンセサイザー
HQソフトウェア・シンセサイザーは、EDIROL（エディロール）ブランドで販売されるローランドのソフトウェア・シンセサイザーのシリーズである。

## 概要
EDIROL HQソフトウェア・シンセサイザーはHQ（High Quality ）の名の通り、従来のソフトウェア・シンセサイザーとは一線を画した音質と表現力を持つ高品質なソフトウェア・シンセサイザーとして開発されたシリーズである。ローランドの従来製品としてローランド・VSCがあるが、これはハードウェアMIDI音源のローランド・SCシリーズの廉価版という位置づけであった。
全製品がDXiおよびVSTインストゥルメントとして動作するため、使用するにはこれらのプラグインのホストとなるシーケンスソフトが必要である。OSの既定のMIDI出力デバイスとして指定することはできない。
対応OSは、Windows XP / 2000 / Me / 98、およびMac OS 9 / 8.6.1。HyperCanvasのみWindows Vistaにも対応している。

## 製品一覧
HyperCanvas（ハイパー・キャンバス）
GM2互換のソフトウェア・シンセサイザーである。ローランド・VSCの後継ソフトとして位置づけられているが、GSには非対応である。HyperCanvasと同性能のプラグイン「Cakewalk TTS-1」がCakewalk SONARシリーズ（4以降）に標準でバンドルされている。
ちなみに、収録されている波形はエディロール・SDシリーズのClassicalマップの物と同じである。
株式会社インターネットからABILITY 3.0以前およびSinger Song Writer LIteシリーズまでの付属音源（ABILITY 4.0以降からはインターネット開発のAMSが付属するようになった）。
SuperQuartet（スーパー・カルテット）
ピアノ、ギター、ベース、ドラムセットの4種類の楽器に特化したソフトウェア・シンセサイザーである。
ちなみに、収録されている波形の一部はエディロール・SDシリーズの物と同じである。
Orchestral（オーケストラル）
オーケストラで使用される弦楽器、管楽器、打楽器、鍵盤楽器に特化したソフトウェア・シンセサイザーである。